# Université de médecine et pharmacie de Târgu Mureș
L’université de médecine et pharmacie de Târgu Mureș (Universitatea de Medicină și Farmacie din Târgu Mureș) est une université fondée en 1945 et située à Târgu Mureș, en Roumanie. 